# Skład Kancelarii Prezydenta Andrzeja Dudy
Kancelaria Prezydenta Andrzeja Dudy
Szef Kancelarii Prezydenta
- Małgorzata Paprocka – szef Kancelarii Prezydenta od 14 czerwca 2024[3] do 7 sierpnia 2025[4]

Zastępca szefa Kancelarii Prezydenta
- Piotr Ćwik – zastępca szefa Kancelarii Prezydenta od 4 stycznia 2021 do 5 sierpnia 2025, sekretarz stanu od 8 października 2020 do 5 sierpnia 2025[5]

Szef Gabinetu Prezydenta
- Marcin Mastalerek – szef Gabinetu Prezydenta i sekretarz stanu od 24 października 2023 do 5 sierpnia 2025

Rzecznik Prezydenta
- Diana Głownia – rzecznik prasowy Prezydenta RP i podsekretarz stanu od 4 lutego 2025[6][7] do 5 sierpnia 2025

Sekretarze stanu
- Andrzej Dera – sekretarz stanu od 16 listopada 2015 do 5 sierpnia 2025
- Wojciech Kolarski – sekretarz stanu – szef Biura Polityki Międzynarodowej od 4 lutego 2025[8] do 5 sierpnia 2025
- Dariusz Łukowski – sekretarz stanu – szef BBN od 4 lutego 2025 do 7 sierpnia 2025
- Mieszko Pawlak – sekretarz stanu – zastępca szefa BBN ds. Międzynarodowej Polityki Bezpieczeństwa od 4 lutego 2025 do 5 sierpnia 2025
- Mirosław Wiklik – sekretarz stanu – zastępca szefa BBN od 4 lutego 2025 do 5 sierpnia 2025

Podsekretarze stanu
- Katarzyna Pawlak-Mucha – podsekretarz stanu od 4 lutego 2025 do 5 sierpnia 2025
- Nikodem Rachoń – podsekretarz stanu – zastępca szefa Biura Polityki Międzynarodowej od 4 lutego 2025 do 5 sierpnia 2025

Dyrektor generalny
- Barbara Brodowska-Mączka – dyrektor generalna od lipca 2024[9] do 5 sierpnia 2025 (także od 8 października 2020[10] do 6 października 2023[11])

Doradcy Prezydenta
- Doradcy etatowi[12]
  - Dariusz Dudek – doradca prezydenta od 1 kwietnia 2022[13] do 5 sierpnia 2025[14]
  - Barbara Fedyszak-Radziejowska – doradca prezydenta od 24 września 2015 do 5 sierpnia 2025
  - Wojciech Gerwel – doradca prezydenta od 20 grudnia 2023[15] do 5 sierpnia 2025
  - Beata Kempa – doradca prezydenta od 19 września 2024[16] do 5 sierpnia 2025
  - Paulina Malinowska-Kowalczyk – doradca prezydenta od 15 lipca 2019[17] do 5 sierpnia 2025
  - Sławomir Mazurek – doradca prezydenta od lutego 2024[18] do 5 sierpnia 2025
  - Andżelika Możdżanowska – doradca prezydenta od lutego 2025[19] do 5 sierpnia 2025
  - Piotr Nowacki – doradca prezydenta od października 2015[20] do 5 sierpnia 2025
  - Błażej Poboży – doradca prezydenta od 9 stycznia 2024[21] do 5 sierpnia 2025
  - Irena Zofia Romaszewska – doradca prezydenta od 24 września 2015 do 5 sierpnia 2025
  - Marek Rymsza – doradca prezydenta od 28 września 2017 do 5 sierpnia 2025
  - Łukasz Rzepecki – doradca prezydenta od 8 października 2020 do 5 sierpnia 2025
  - Krzysztof Wacławek – doradca prezydenta od lutego 2025 do 5 sierpnia 2025
  - Andrzej Waśko – doradca prezydenta od 9 stycznia 2017 do 5 sierpnia 2025
  - Aneta Wiśniewska-Sołtykiewicz – doradca prezydenta od lutego 2025 do 5 sierpnia 2025
  - Stanisław Żaryn – doradca prezydenta od 9 stycznia 2024 do 5 sierpnia 2025

- Doradcy społeczni[22]

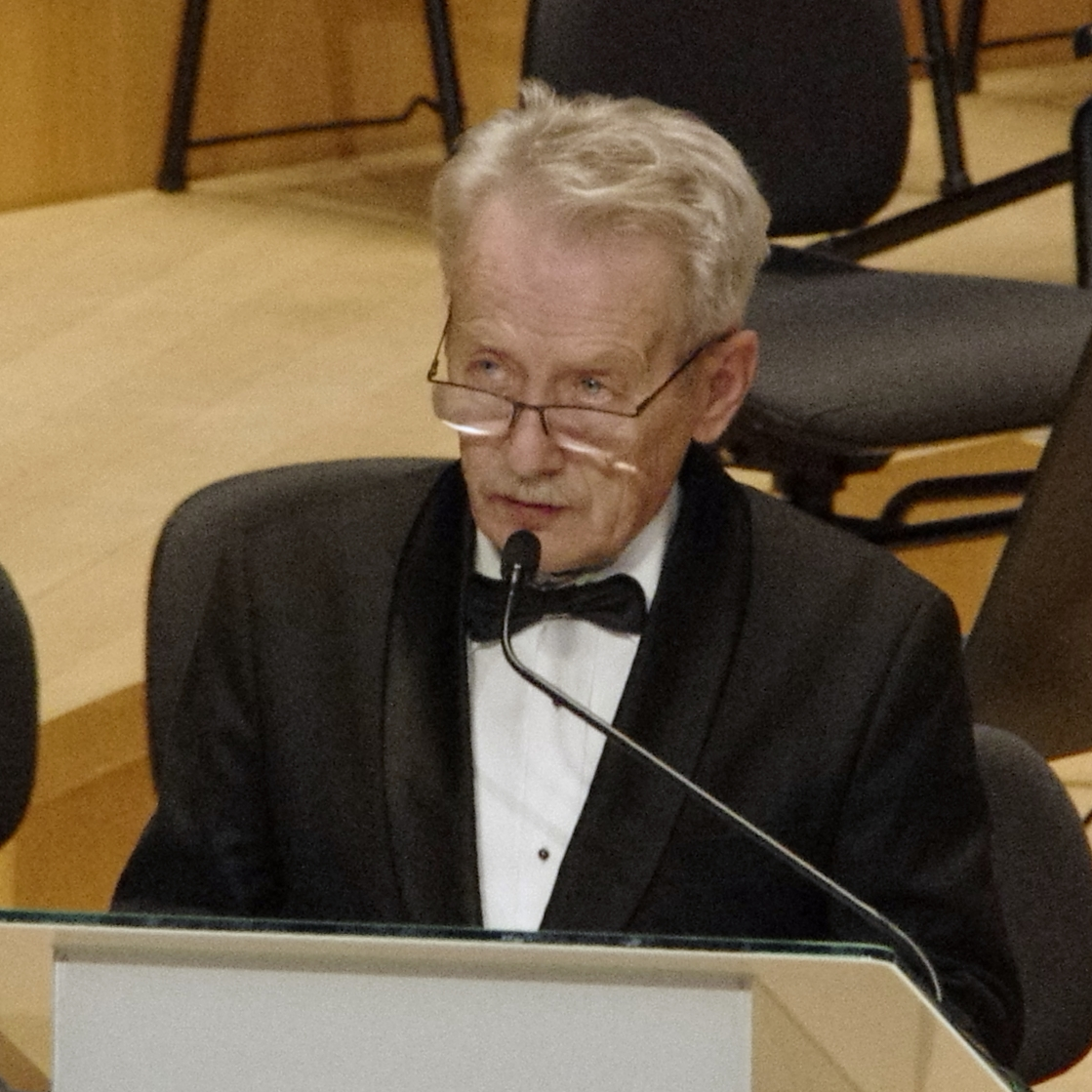
Tadeusz Deszkiewicz (2019)

  - Tadeusz Deszkiewicz – doradca społeczny prezydenta od 10 grudnia 2015 do 5 sierpnia 2025[23]
  - Marek Dietl – doradca społeczny prezydenta od 24 lutego 2016 do 5 sierpnia 2025
  - Konrad Dziobek – doradca społeczny prezydenta od 27 października 2016 do 5 sierpnia 2025
  - Alvin Gajadhur – doradca społeczny prezydenta od lutego 2024[24] do 5 sierpnia 2025
  - Piotr Karczewski – doradca społeczny prezydenta od 15 lipca 2019 do 5 sierpnia 2025
  - Anna Kasprzyszak – doradca społeczny prezydenta od 28 września 2017 do 5 sierpnia 2025
  - Rafał Kos – doradca społeczny prezydenta od 3 października 2018[25] do 5 sierpnia 2025
  - Adam Kwiatkowski – doradca społeczny prezydenta od 1 lipca 2022[26] do 5 sierpnia 2025
  - Agnieszka Lenartowicz-Łysik – doradca społeczny prezydenta od 22 października 2015 do 5 sierpnia 2025
  - Mariusz Rusiecki – doradca społeczny prezydenta od 3 października 2018[25] do 5 sierpnia 2025
  - Piotr Serafin – doradca społeczny prezydenta od 4 lutego 2021[27] do 5 sierpnia 2025
  - Zdzisław Sokal – doradca społeczny prezydenta od 24 września 2015 do 5 sierpnia 2025
  - Paweł Soloch – doradca społeczny prezydenta od 11 października 2022 do 5 sierpnia 2025
  - Błażej Spychalski – doradca społeczny prezydenta od 1 października 2021[28] do 5 sierpnia 2025
  - Tomasz Szatkowski – doradca społeczny prezydenta od 1 lipca 2024[29] do 5 sierpnia 2025
  - Andrzej Zybertowicz – doradca społeczny prezydenta od 24 września 2015 do 5 sierpnia 2025

Byli Szefowie Kancelarii Prezydenta
- Małgorzata Sadurska – szef Kancelarii Prezydenta od 7 sierpnia 2015 do 12 czerwca 2017
- Halina Szymańska – szef Kancelarii Prezydenta od 13 czerwca 2017 do 7 października 2020
- Grażyna Ignaczak-Bandych – szef Kancelarii Prezydenta od 8 października 2020[30] do 13 czerwca 2024[31]

Były Zastępca Szefa Kancelarii Prezydenta
- Paweł Mucha – zastępca szefa Kancelarii Prezydenta od 4 kwietnia 2017 do 31 grudnia 2020, sekretarz stanu od 20 grudnia 2016 do 31 grudnia 2020, pełnomocnik ds. referendum konsultacyjnego

Byli Szefowie Gabinetu Prezydenta
- Adam Kwiatkowski – szef Gabinetu Prezydenta od 7 sierpnia 2015 do 4 kwietnia 2017
- Krzysztof Szczerski – szef Gabinetu Prezydenta od 4 kwietnia 2017 do 4 stycznia 2021
- Paweł Szrot – szef Gabinetu Prezydenta od 5 stycznia 2021 do 23 października 2023

Byli Rzecznicy Prezydenta
- Krzysztof Łapiński – rzecznik prasowy Prezydenta RP i sekretarz stanu od 11 maja 2017 do 7 września 2018
- Błażej Spychalski – rzecznik prasowy Prezydenta RP i sekretarz stanu od 7 września 2018[32] do 30 września 2021[33]

Byli Sekretarze stanu
- Krzysztof Szczerski – sekretarz stanu od 7 sierpnia 2015 do 13 lipca 2021 i szef Biura Polityki Międzynarodowej od 15 kwietnia 2021 do 13 lipca 2021[34]
- Adam Kwiatkowski – sekretarz stanu od 7 sierpnia 2015 do 30 czerwca 2022 i szef Biura ds. kontaktów z Polakami za granicą od 4 kwietnia 2017 do 30 czerwca 2022
- Bogna Janke – sekretarz stanu od 14 lipca 2021 do 31 maja 2022
- Paweł Soloch – sekretarz stanu i szef Biura Bezpieczeństwa Narodowego od 7 sierpnia 2015 do 10 października 2022
- Jacek Siewiera – sekretarz stanu od 15 czerwca 2022[35] do 10 października 2022
- Jakub Kumoch – sekretarz stanu i szef Biura Polityki Międzynarodowej od 14 lipca 2021 do 12 stycznia 2023
- Marcin Przydacz – sekretarz stanu i szef Biura Polityki Międzynarodowej od 13 stycznia 2023 do 30 października 2023
- Paweł Szrot – sekretarz stanu od 22 października 2020 do 31 października 2023
- Małgorzata Paprocka – sekretarz stanu od 8 października 2020 do 13 czerwca 2024
- Jacek Siewiera – sekretarz stanu – szef BBN od 11 października 2022 do 3 lutego 2025
- Wojciech Kolarski – sekretarz stanu ds. kultury, dziedzictwa narodowego i dialogu społecznego od 2 maja 2019 do 3 lutego 2025

Byli Podsekretarze stanu
- Wojciech Kolarski – podsekretarz stanu od 7 sierpnia 2015 do 2 maja 2019
- Anna Surówka-Pasek – podsekretarz stanu ds. prawnych i ustrojowych od 7 sierpnia 2015 do 7 października 2020
- Mieszko Pawlak – podsekretarz stanu – szef Biura Polityki Międzynarodowej od 31 października 2023[36] do 3 lutego 2025

Była dyrektor generalna
- Ewelina Bielińska – p.o. dyrektora generalnego od 6 października 2023[37] do lipca 2024

Byli doradcy etatowi
- Paweł Mucha – doradca prezydenta od 24 września 2015 do 19 grudnia 2016
- Urszula Doroszewska – doradca prezydenta od 24 września 2015 do 29 maja 2017
- Cezary Kochalski – doradca prezydenta od 1 stycznia 2017 do 20 grudnia 2019
- Bogusław Winid – doradca prezydenta od 16 kwietnia 2018 do 17 września 2020
- Anna Surówka-Pasek – doradca prezydenta od 8 października 2020 do lipca 2023
- Paweł Czerwiński – doradca prezydenta od 1 października 2020 do września 2023
- Paweł Sałek – doradca prezydenta od czerwca 2018[38] do 30 października 2023

Byli doradcy społeczni
- Andrzej Pawlikowski – doradca społeczny prezydenta od 24 września 2015 do 3 grudnia 2015
- Marta Gajęcka – doradca społeczny prezydenta od 20 marca 2017 do 31 grudnia 2020
- Kinga Duda – doradca społeczny prezydenta od sierpnia 2020[39] do stycznia 2021
- Paweł Mucha – doradca społeczny prezydenta od 1 stycznia 2021 do 31 sierpnia 2022
- Marcin Mastalerek – doradca społeczny prezydenta od września 2020 do 23 października 2023
- Marcin Drewa – doradca społeczny prezydenta od 11 września 2020[40] do kwietnia 2024[41]

## Narodowa Rada Rozwoju[42]
W pierwszej kadencji (2015–2022) Narodowa Rada Rozwoju zorganizowana była w następujących sekcjach: „Gospodarka, praca, przedsiębiorczość”, „Ochrona zdrowia”, „Wieś, rolnictwo”, „Samorząd, polityka spójności”, „Kultura, tożsamość narodowa, polityka historyczna”, „Bezpieczeństwo, obronność, polityka zagraniczna”, „Nauka, innowacje”, „Edukacja, młode pokolenie, sport”, „Polityka społeczna, rodzina”.
Sekretarzem Narodowej Rady Rozwoju był do sierpnia 2025 dr Konrad Dziobek, Doradca Społeczny Prezydenta RP.
W drugiej kadencji, po reorganizacji, do sierpnia 2025
w skład NRR wchodzili:

### Rada ds. Przedsiębiorczości
Powołana w maju 2019:
- dr hab. Piotr Wachowiak, Rektor SGH – Przewodniczący Rady
- dr Rafał Kos, Doradca społeczny Prezydenta RP
- Aleksandra Agatowska
- Małgorzata Bieniaszewska
- Dawid Cycoń
- Michał Czekaj
- Stanisław Jarosz
- Marcin Joka
- Dorota Kasprzak-Sabik
- dr hab. Beata Kozłowska-Chyła
- dr hab. inż. Arkadiusz Kustra
- Sergiusz Martyniuk
- Marcin Ochnik
- dr Jacek Pawlak
- dr hab. Małgorzata Podrecka
- Anna Rulkiewicz
- dr inż. Paweł Szataniak
- Jan Szynaka
- dr hab. Przemysław Zbierowski
- Beata Stelmach (zrezygnowała z zasiadania w tym gremium w maju 2023[45])
- dr Andrzej Arendarski (zrezygnował z zasiadania w tym gremium 31 maja 2023)
- dr hab. Julita Wasilczuk, prof. PG (zrezygnowała z zasiadania w tym gremium 31 maja 2023)
- dr Stanisław Han (nie zasiada już w tym gremium)

### Rada ds. Rolnictwa i Obszarów Wiejskich
Powołana w grudniu 2020:
- Jan Krzysztof Ardanowski – Przewodniczący Rady
- dr Barbara Fedyszak-Radziejowska, Doradca Prezydenta RP
- Błażej Spychalski, Doradca społeczny Prezydenta RP
- Lucjan Cichosz
- Czesław Cieślak
- Bogdan Fleming
- Kamila Grzywaczewska
- Teresa Hałas
- Artur Paradowski
- prof. Walenty Poczta
- prof. Marian Podstawka
- Marian Sikora
- dr Monika Stanny
- Wiktor Szmulewicz
- prof. Antoni Szumny
- Sylwester Tabor
- Jerzy Zająkała
- prof. Michał Zasada
- Lech Kuropatwiński (zmarł 20 grudnia 2022)
- Barbara Szczepanik (nie zasiada już w tym gremium)
- Rafał Pelc (nie zasiada już w tym gremium)

### Rada ds. Ochrony Zdrowia
Powołana w lutym 2021:
- prof. Piotr Czauderna – Przewodniczący Rady
- Konrad Dziobek, Doradca społeczny Prezydenta RP
- Marek Balicki
- Sabina Bigos-Jaworowska
- gen. dyw. prof. dr hab. n. med. Grzegorz Gielerak
- Grażyna Ignaczak-Bandych
- prof. dr hab. Ewa Marcinowska-Suchowierska
- Maria Ochman
- dr Aurelia Ostrowska
- dr hab. Jarosław Pinkas
- Waldemar Priebe
- prof. dr hab. Piotr Przybyłowski
- Jacek Siewiera
- Michał Sutkowski
- dr hab. Jan Szczegielniak
- Krystyna Wechmann
- Krzysztof Pyrć (zrezygnował z zasiadania w tym gremium 30 maja 2023)
- prof. dr hab. Maciej Banach (nie zasiada już w tym gremium)
- dr Maciej Dercz (nie zasiada już w tym gremium)
- dr Marek Styczkiewicz (nie zasiada już w tym gremium)
- prof. dr hab. Jerzy Walecki (nie zasiada już w tym gremium)
- prof. dr hab. Piotr Radziszewski (nie zasiada już w tym gremium)

### Rada ds. Społecznych
Powołana w maju 2021:
- Marek Rymsza – Przewodniczący Rady
- Piotr Ćwik, Zastępca Szefa Kancelarii Prezydenta RP
- Zofia Romaszewska, Doradca Prezydenta RP
- Paulina Malinowska-Kowalczyk, Doradca Prezydenta RP
- Agnieszka Lenartowicz-Łysik, Doradca społeczny Prezydenta RP
- Grażyna Ancyparowicz
- Dobroniega Głębocka
- Arkadiusz Karwacki
- Marek Kośny
- Barbara Kromolicka
- Ewa Leś
- Bartosz Molik
- Katarzyna Roszewska
- Piotr Szukalski
- Gertruda Uścińska
- Izabela Krasiejko (nie zasiada już w tym gremium)

### Rada ds. Samorządu Terytorialnego
Powołana w maju 2021:
- Jarosław Stawiarski, marszałek woj. lubelskiego – Przewodniczący Rady
- Piotr Ćwik, Zastępca Szefa Kancelarii Prezydenta RP
- Piotr Karczewski, Doradca społeczny Prezydenta RP
- Mariusz Rusiecki, Doradca społeczny Prezydenta RP
- Jakub Banaszek, prezydent Chełma
- Piotr Bąk, radny powiatu tatrzańskiego, starosta tatrzański (2014−2024)
- Maciej Berlicki, burmistrz Sianowa
- Andrzej Bielawski, wicestarosta wschowski
- Czesław Bielecki, architekt
- Janusz Bodziacki, wójt Gminy Lubartów (1990–2010), burmistrz Lubartowa (2010–2018)
- Dawid Chrobak, burmistrz Miasta i Gminy Zakliczyn
- Paweł Dziewit, wójt gminy Gózd
- Jacek Grzegorzak, burmistrz Miasta i Gminy Dubiecko
- Katarzyna Kondziołka, burmistrz gminy Zawichost
- Artur Kosicki
- Robert Kościuk
- Witold Kozłowski, wicemarszałek woj. małopolskiego
- Jacek Tomasz Lelek, burmistrz Starego Sącza
- Wojciech Lubawski, prezydent Kielc (2002–2018)
- Paweł Mucha
- Lucjusz Nadbereżny, prezydent Stalowej Woli
- Paweł Okrasa, burmistrz Wielunia
- Władysław Ortyl, marszałek woj. podkarpackiego
- Wojciech Pałka
- Jacek Pauli, burmistrz gminy Skarszewy
- Adam Ruciński
- Leszek Skowron, wójt gminy Korzenna
- Michał Urgoł, prezydent Jastrzębia–Zdroju
- Marcin Witko, prezydent Tomaszowa Mazowieckiego
- Elżbieta Zakrzewska, burmistrz Kowar
- Piotr Całbecki, marszałek woj. kujawsko-pomorskiego (zrezygnował z zasiadania w tym gremium 31 maja 2023)
- Jakub Chełstowski, marszałek woj. śląskiego (zrezygnował z zasiadania w tym gremium 29 maja 2023)
- Marcin Krupa, prezydent Katowic (zrezygnował z zasiadania w tym gremium w maju 2023[45])
- Marcin Drewa (nie zasiada już w tym gremium)
- Danuta Wawrzynkiewicz (zmarła 13 listopada 2024)

### Rada ds. Środowiska, Energii i Zasobów Naturalnych
Powołana w czerwcu 2021:
- Sławomir Mazurek – Przewodniczący Rady
- Małgorzata Paprocka, szef Kancelarii Prezydenta RP
- Bronisław Barchański
- Bogdan Brzeziecki
- Marcin Chludziński
- Mariusz Gajda
- Tomasz Gierat
- Janusz Gołaś
- Piotr Grochowski
- Jacek Hilszczański
- Jerzy Kruszelnicki
- Magdalena Loch
- Zbigniew Mirek
- Paweł Mzyk
- Roman Niżnikowski
- Mirosław Parol
- Adam Piaśnik
- Łukasz Popławski
- Marek Ryszka
- Paweł Sałek
- Katarzyna Smętek
- Janusz Sowa
- Krystian Szczepański
- Robert Szewczyk
- Marek Ściążko
- Stefan Taczanowski
- Andrzej Tomek
- Jacek Zimny
- Bartosz Ziółkowski
- Andrzej Białkiewicz (zmarł 22 marca 2023)
- Krystyna Czaplicka-Kolarz (nie zasiada już w tym gremium)

### Rada ds. Młodzieży
Powołana w październiku 2021:
- Łukasz Rzepecki, Doradca Prezydenta RP
- Błażej Spychalski, Doradca społeczny Prezydenta RP
- Aleksandra Borzęcka, Młodzieżowa Rada Miasta Lublin (organizacja samorządu terytorialnego)
- Kinga Dróżdż, Integracyjny Klub Sportowy (organizacja osób z niepełnosprawnościami)
- Piotr Drzewiecki, Instytut Rozwoju Edukacji Prawnej i Społeczeństwa Obywatelskiego (organizacja prawna)
- Adam Dziedzic, prezes Zarządu United Nations Association Poland (organizacja ds. międzynarodowych)
- Martyna Gieleta, przewodnicząca Katolickiego Stowarzyszenia Młodzieży (organizacja katolicka)
- Maja Jeśmanowicz, Związek Dużych Rodzin „Młodzi na Plus” (organizacja społeczna)
- Aleksandra Klimek, Sekcja Młodych NSZZ Solidarność 80 (organizacja związkowa)
- Martyna Kowacka, Naczelniczka Związku Harcerstwa Polskiego (organizacja harcerska)
- Alicja Książek, przewodnicząca Niezależnego Zrzeszenia Studentów (organizacja studencka)
- Aleksandra Kulik, Fundacja Sempre a Frente (organizacja wspierające zdrowie psychologiczno-psychiatryczne)
- . , przewodniczący Parlamentu Studentów RP (organizacja studencka)
- Sylwia Łyskawka, przewodnicząca Młodzieżowej Rady Klimatycznej (organizacja klimatyczna)
- Alina Prochasek, przewodnicząca Polskiej Rady Organizacji Młodzieżowych (największa organizacja młodzieżowa)
- Martyna Rutkowska, Związek Harcerstwa Rzeczypospolitej (organizacja harcerska)
- Piotr Rydzewski, prezes Fundacji Inicjatyw Młodzieżowych (organizacja studencka)
- Artur Słomka, Akademicki Związek Sportowy (organizacja sportowa)
- Wojciech Tataradziński, członek Młodzieżowej Rady Miasta Tomaszowa Mazowieckiego V kadencji
- Maciej Tyczyński, przewodniczący Sekcji Młodych NSZZ Solidarność (organizacja związkowa)
- Karol Urbaniak, Młodzieżowa Rada Ekologiczna (organizacja klimatyczna)
- Konrad Gwóźdź, Ludowe Zespoły Sportowe (organizacja sportowa/rolnicza) (zrezygnował z zasiadania w tym gremium w maju 2023)
- Marcin Drewa (już nie zasiada w tym gremium)
- Nicole Geryk, Międzynarodowe Stowarzyszenie Sudentów Medycyny IFMSA (organizacja medyczna) (już nie zasiada w tym gremium)
- Adam Nowak, prezes Związku Młodzieży Wiejskiej (organizacja rolnicza) (już nie zasiada w tym gremium)

### Rada ds. Bezpieczeństwa i Obronności
Powołana w grudniu 2021:
- Przemysław Żurawski vel Grajewski – Przewodniczący Rady
- Wojciech Gerwel, Doradca Prezydenta RP
- Błażej Poboży, Doradca Prezydenta RP
- Stanisław Żaryn, Doradca Prezydenta RP
- Paweł Soloch, Doradca społeczny Prezydenta RP
- Andrzej Zybertowicz, Doradca społeczny Prezydenta RP
- Izabela Albrycht
- Katarzyna Chałubińska-Jentkiewicz
- Jerzy Chmielewski
- Antoni Z. Kamiński
- Krzysztof Pobuta
- Roman Polko
- Filip Seredyński
- Jacek Siewiera
- Przemysław Wywiał
- Tomasz Zdzikot

### Rada ds. Rodziny, Edukacji i Wychowania
Powołana w czerwcu 2022:
- Andrzej Waśko – Przewodniczący Rady
- Antoni Buchała
- Dariusz Cupiał
- Jolanta Dobrzyńska
- Dorota Dziamska
- Joanna Krupska
- Elżbieta Rafalska
- Wojciech Starzyński
- Grzegorz Sudoł
- Paweł Szrot
- Anna Zalewska
- Liliana Zientecka
- Mikołaj Pawlak (już nie zasiada w tym gremium)

### Rada ds. Szkolnictwa Wyższego, Nauki i Innowacji
Powołana w listopadzie 2022:
- prof. Artur Świergiel – Przewodniczący Rady
- Andrzej Dera, Sekretarz Stanu w Kancelarii Prezydenta RP
- prof. Dariusz Dudek, Doradca Prezydenta RP
- prof. Dariusz Boroń
- prof. Maciej Chorowski
- prof. Janusz Chwastowski
- prof. Renata Ciołek
- prof. Agnieszka Gniazdowska-Piekarska
- prof. Agnieszka Jastrzębska
- prof. Stanisław Karpiński
- dr hab. Marek Kisilowski
- prof. Jerzy Lis, Rektor AG-H
- prof. Elżbieta Mączyńska-Ziemacka
- dr Janusz Michałek
- prof. Stanisław Mikołajczak
- prof. Alojzy Nowak, Rektor Uniwersytetu Warszawskiego
- prof. Celina Olszak, Rektor Uniwersytetu Ekonomicznego w Katowicach
- dr Marcin Opławski
- dr hab. Tadeusz Pietrucha
- Łukasz Słoniowski
- prof. Andrzej Szarata, Rektor Politechniki Krakowskiej im. Tadeusza Kościuszki
- prof. Piotr Wachowiak, Rektor SGH
- dr hab. Stanisław Mazur (zrezygnował z zasiadania w tym gremium 29 maja 2023)
- prof. Rajmund Bacewicz (nie zasiada już w tym gremium)

### Rada ds. Strategicznych Projektów Rozwojowych
Powołana w lipcu 2024:
- Marek Dietl – Przewodniczący Rady, Doradca społeczny Prezydenta RP
- Zdzisław Sokal, Doradca społeczny Prezydenta RP
- Aleksandra Agatowska
- Marcin Chludziński
- Sebastian Chwałek
- Beata Daszyńska-Muzyczka
- Wojciech Dąbrowski
- Krzysztof Falkowski
- Tomasz Hinc
- Paweł Majewski
- Rafał Milczarski
- Piotr Nowak
- Małgorzata Podrecka
- Leszek Skiba
- Paweł Stańczyk
- Tomasz Stępień
- Piotr Tutak
- Mikołaj Wild
- Mateusz Wodejko
- Stanisław Wojtera
- Kasjan Wyligała
- Tomasz Zdzikot